# Valdemaras Jakštas
Valdemaras Jakštas (ur. 6 czerwca 1958 w obwodzie irkuckim) – litewski inżynier, polityk i samorządowiec, burmistrz Poniewieża (2000–2003).

## Życiorys
W 1988 roku ukończył studia w Instytucie Politechnicznym w Kownie ze specjalnością inżyniera-mechanika. W 1997 roku uzyskał stopień naukowy na Uniwersytecie Technicznym im. Giedymina w Wilnie.
Na początku lat dziewięćdziesiątych zaangażował się w działalność w Litewskim Związku Centrum, z którego ramienia był wybierany do Rady Miejskiej Poniewieża w 2000 i 2002 roku. W latach 2000–2002 pełnił urząd burmistrza miasta. W 2003 roku przystąpił do Związku Liberałów i Centrum, zostając jego wiceprzewodniczącym w okręgu Poniewież. W 2007 roku wybrano go po raz kolejny w skład Rady Miejskiej.
Jest członkiem Litewskiego Związku Inżynierów, Rotary Club oraz organizacji „Žalioji gija”.